# Caleruega
Caleruega település Spanyolországban, Burgos tartományban. Caleruega Baños de Valdearados, Valdeande, Espinosa de Cervera, Arauzo de Miel, Arauzo de Salce, Arauzo de Torre, Coruña del Conde és Hontoria de Valdearados községekkel határos. Lakosainak száma 400 fő (2024).

## Népesség
A település népessége az utóbbi években az alábbiak szerint változott:
| Lakosok száma | 419  | 460  | 462  | 491  | 504  | 490  | 475  | 423  | 419  | 400  |
|               | 2001 | 2004 | 2006 | 2009 | 2011 | 2014 | 2016 | 2019 | 2021 | 2024 |